# Constantin Moscovici
Constantin Moscovici (* 2. Oktober 1962 in Cărpineni, Rajon Hîncești) ist ein moldauischer Panflötist.

## Biografie
Moscovicis Vater spielte Mundharmonika und unterstützte die musikalische Ausbildung seines Sohnes. Als Kind kauften ihm seine Eltern sein erstes Akkordeon. Constantin Moscovici erlernte schnell das Instrument. Sein Vater erkannte sein Talent und nahm ihn mit, um auf lokalen Hochzeiten und Dorffesten zu spielen. Mit 13 Jahre besuchte er die örtliche Musikschule.
Nach dem Musikstudium am staatlichen Institut der Künste in Chișinău mit Schwerpunkt Panflöte trat er 1984 der von Iurie Sadovnic gegründeten Band „Legend“ bei. 1995 wurde er Solist der rumänischen Gruppe „Fag“. Seit 1997 ist er Solist der Nationalen Philharmonie der Republik Moldau. Im Jahr 2005 gründete er das Musikfestival „Songs of the World“ in Comrat, das 2006 nach Chișinău umzog. Moscovici leitet zudem seit 2014 das Festival „In the middle of the dense woods“. Er hat bislang in Moldau und Deutschland sechs CDs aufgenommen und unternahm Tourneen, unter anderem  in Rumänien, Russland, Belarus, Tschechien, Polen, Ungarn, Deutschland, Griechenland, der Türkei, Italien, Spanien, Frankreich, Ägypten, Japan, Israel, dem Libanon und den USA.

## Diskografie
- 2017: The Best of Constantin Moscovici - Master of Pan Flute[3]
- 2017: Moldavian Souvenir
- 2017: These Songs I Play For You
- 2017: Anthology of Jewish Music on Moldavian Pan Flute
- 2017: Anthology of Azerbaijan Music on Moldavian Pan Flute
- 2017: Pan Flute Classics